# Sharknado 3: Oh Hell No!
Série Sharknado
Sharknado 2: The Second One
(2014) Sharknado: The 4th Awakens
(2016)
Pour plus de détails, voir Fiche technique et Distribution.
Sharknado 3: Oh Hell No!, ou Sharknado 3 au Québec, est un téléfilm américain de science-fiction diffusé le 22 juillet 2015 sur la chaîne Syfy. Il s'agit du troisième volet de la saga Sharknado.

## Synopsis
Fin et April passent leurs vacances d'été en Floride. Pas de chance ! Cet État, habituellement ensoleillé, est détrempé par la pluie. Mais il y a pire : un Sharknado s'annonce. C'est toute la côte Est, d'Orlando à Washington, qui, cette fois-ci, sert de garde-manger aux requins volants. Fin et April vont devoir, une fois de plus, sortir le grand jeu.

## Fiche technique
- Réalisation : Anthony C. Ferrante
- Scénario : Thunder Levin
- Société de production : The Asylum
- Durée : 93 minutes
- genre : horreur

## Distribution
- Ian Ziering (VF : Christophe Seugnet)[2] : Fin Shepard
- Tara Reid (VF : Marie Gamory) : April Shepard
- Cassandra Scerbo (VF : Marie Nonnenmacher) : Nova Clarke
- Frankie Muniz (VF : Brice Ournac) : Lucas Stevens
- Ryan Newman (VF : Nathalie Bienaimé) : Claudia Shepard
- David Hasselhoff (VF : Michel Voletti) : Gilbert Grayson Shepard
- Bo Derek (VF : Sophie Planet) : May Wexler
- Mark Cuban (VF : Yann Pichon) : Président Marcus Robbins
- Jack Griffo (VF : Adrien Solis) : Billy
- Bruno Salomone (VF : lui-même) : René Joubert
- Chris Jericho : Le forain s'occupant des montagnes russes[3]

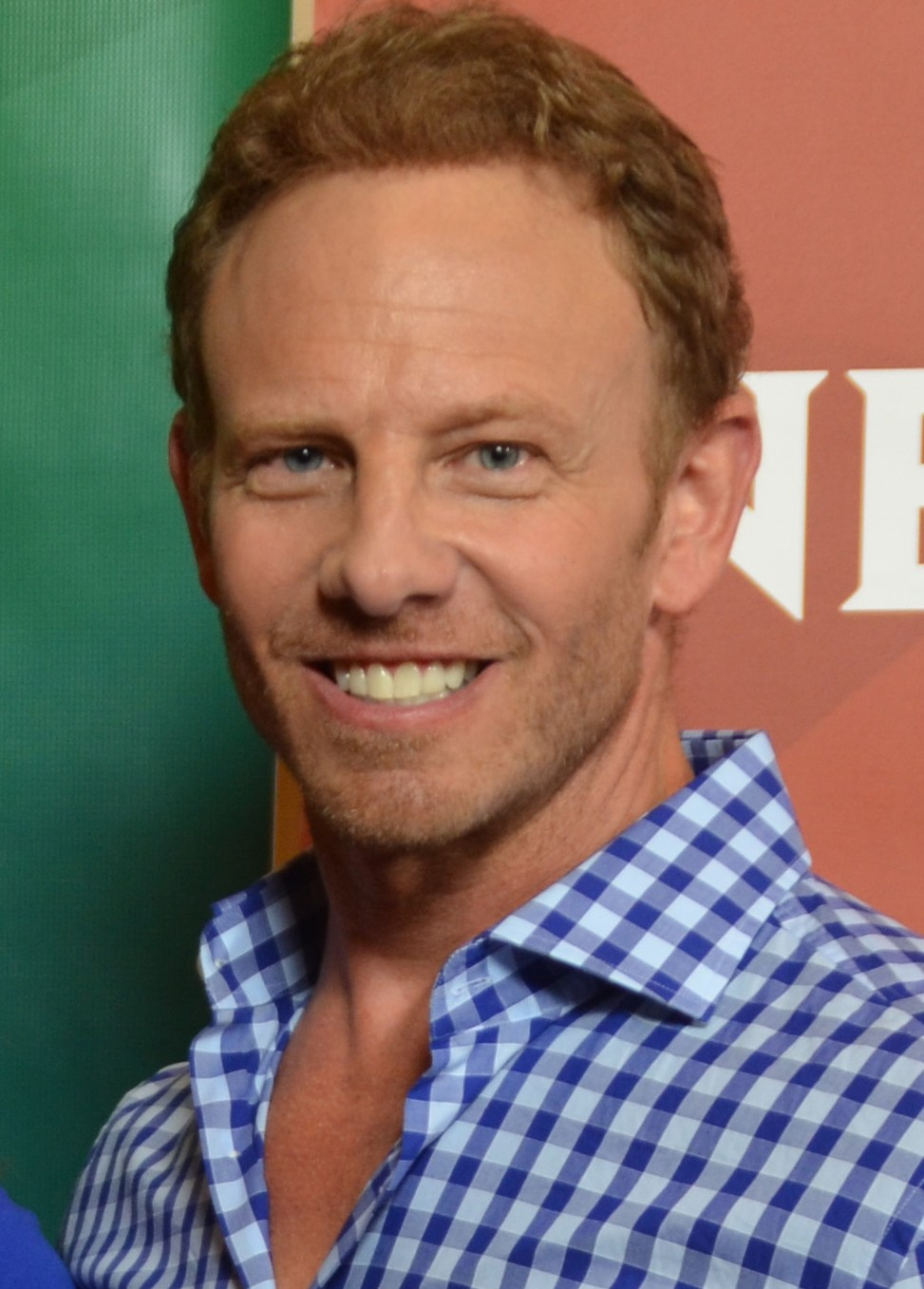
Ian Ziering interprète Fin Shepard.
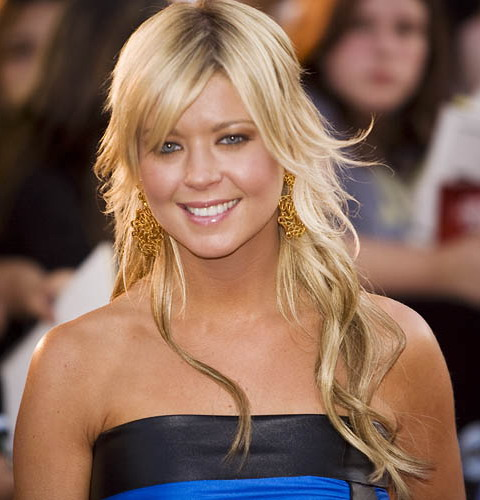
Tara Reid interprète April Shepard.
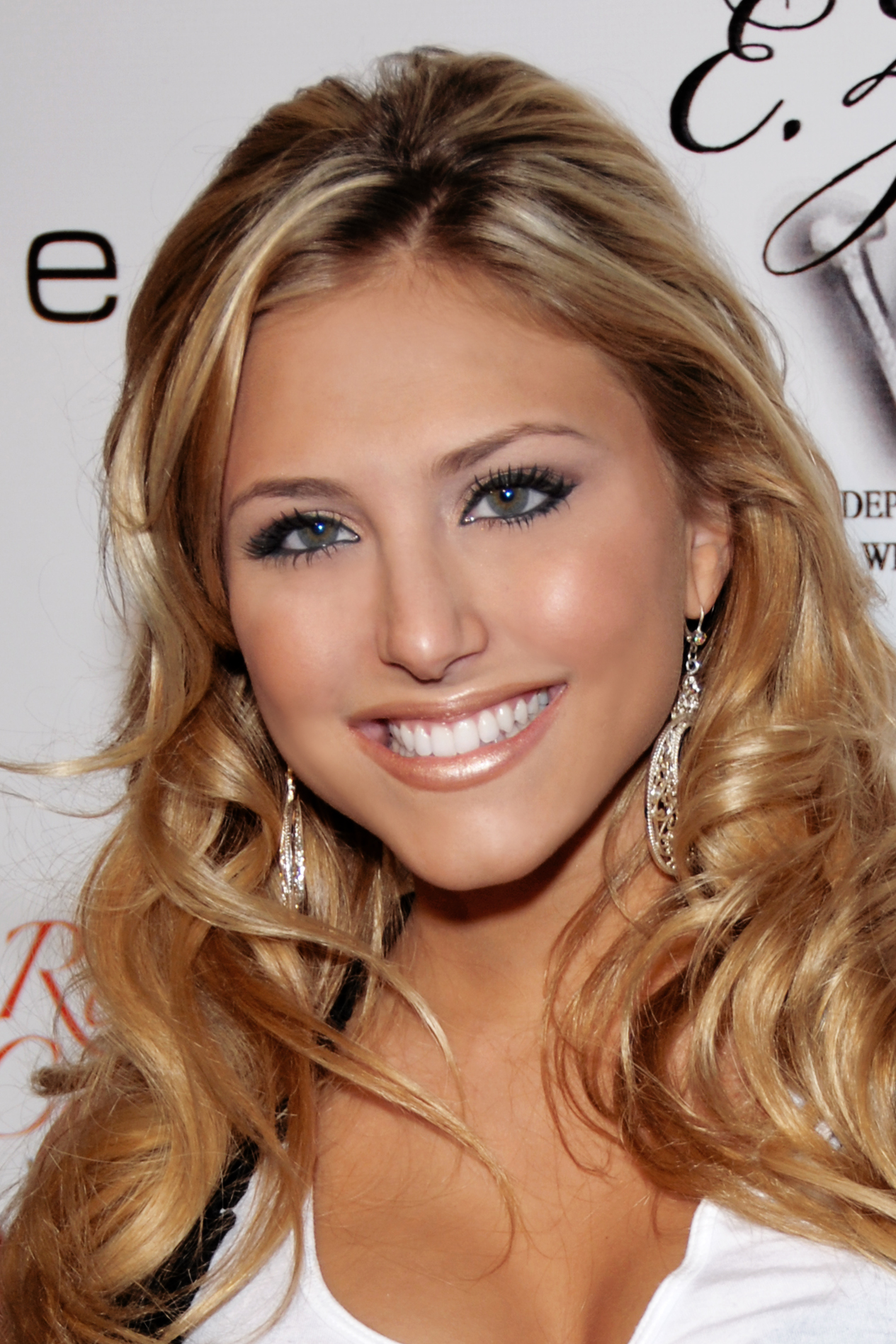
Cassie Scerbo interprète Nova Clarke.
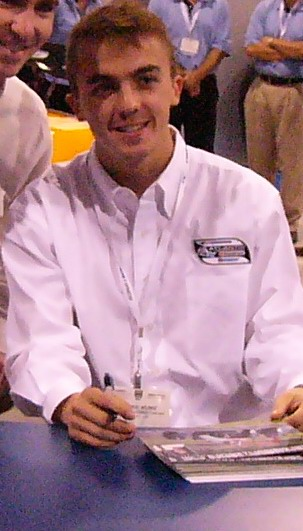
Frankie Muniz interprète Lucas Stevens.
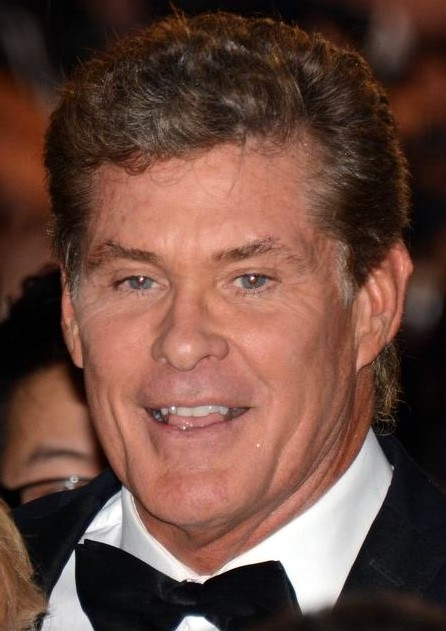
David Hasselhoff interprète Gilbert Grayson Shepard.
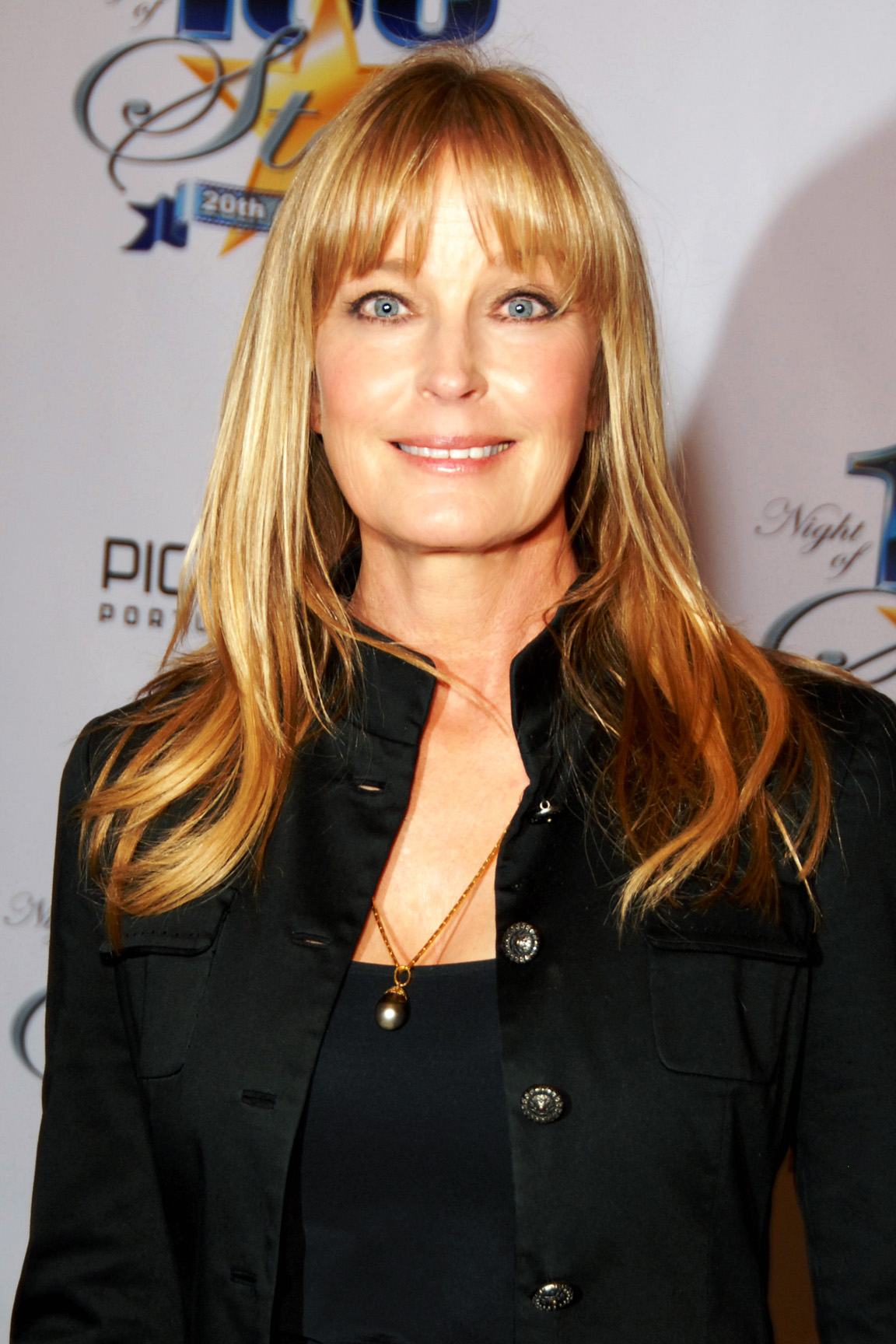
Bo Derek interprète May Wexler.
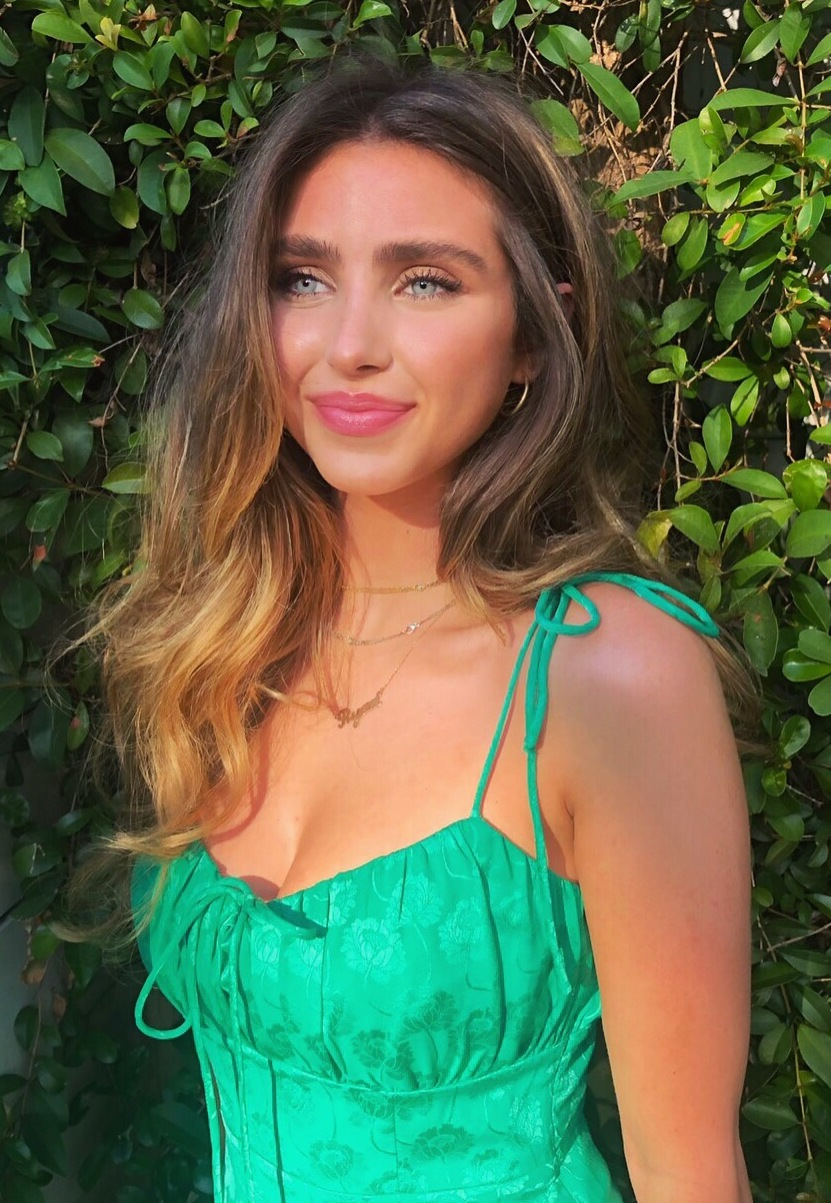
Ryan Newman interprète Claudia Shepard.